# Arroba de los Montes
Arroba de los Montes ist eine Gemeinde mit 406 Einwohnern (Stand: 2024) in der spanischen Provinz Ciudad Real der Autonomen Region Kastilien-La Mancha. 

## Lage
Arroba de los Montes befindet sich etwa 80 Kilometer westnordwestlich von Ciudad Real in einer Höhe von ca. 720 m. 

## Bevölkerungsentwicklung
| Jahr      | 1970 | 1981 | 1991 | 2001 | 2011 | 2021 |
| Einwohner | 1082 | 770  | 722  | 608  | 507  | 410  |

## Sehenswürdigkeiten
- Kirche Mariä Himmelfahrt (Iglesia de Nuestra Señora de la Asunción)

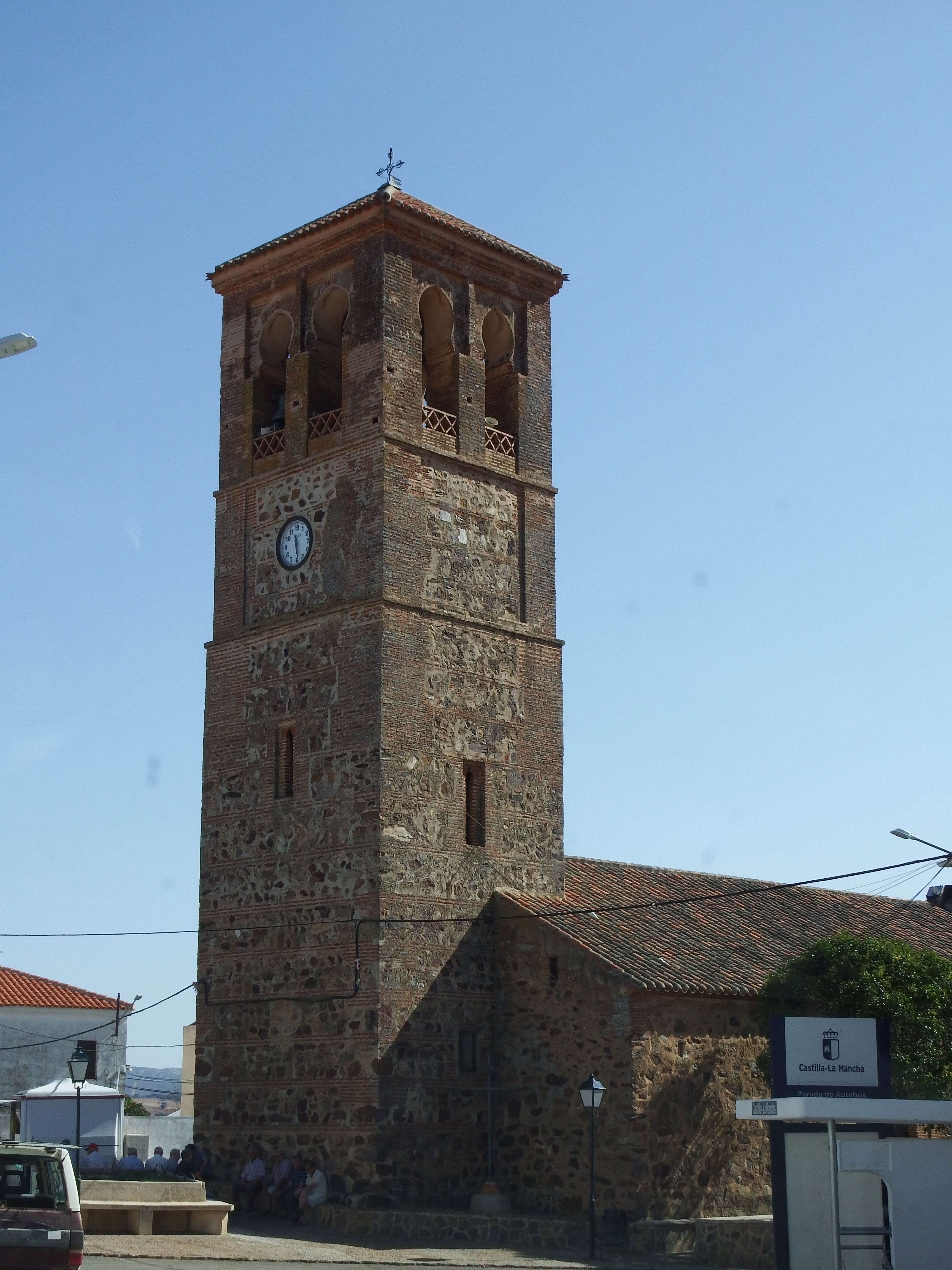
Kirche Mariä Himmelfahrt
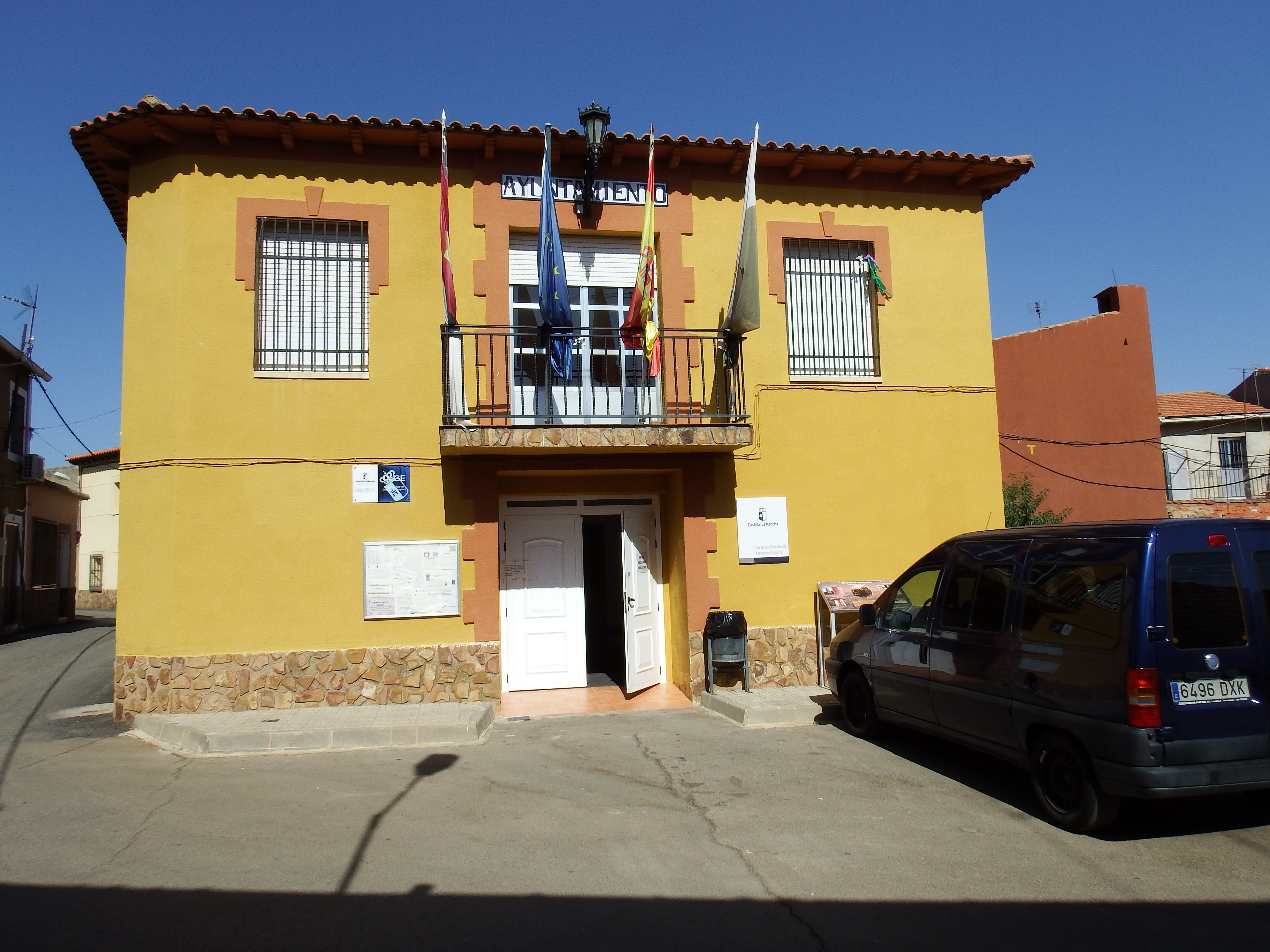
Rathaus

## Persönlichkeiten
- José García Ortega (1921–1990), Maler und Bildender Künstler